# Apogon cyanosoma
Espèce
Apogon cyanosoma est un poisson de la famille des Apogonidae. Il est présent dans l'ouest de la région Indo-Pacifique de la Mer Rouge à Tonga. Sa taille maximale connue est de 8 cm.